# بيتر كورنيلي
بيتر كورنيلي (بالفرنسية: Petr Cornelie)‏ مواليد 26 يوليو 1995 في كاليه، هو لاعب كرة سلة فرنسي. بدأ مسيرته الاحترافية في سنة 2013. تم اختياره من قبل فريق دنفر ناغتس خلال الدرافت. يحمل الرقم 12. يبلغ طوله 6 قدم 11 بوصة (2.1 م). لعب مع لو مان سارت باسكت في الدوري الفرنسي لكرة السلة الدرجة الأولى.

## روابط خارجية
- بيتر كورنيلي على موقع الاتحاد الدولي لكرة السلة (الإنجليزية)
- بيتر كورنيلي على موقع إن بي أي (الإنجليزية)
- بيتر كورنيلي على موقع سبورتس رفرنس (الإنجليزية)
- بيتر كورنيلي على موقع كرة السلة الأوروبية.كوم (الإنجليزية)
- بيتر كورنيلي على موقع ريلجم (الإنجليزية)
- بيتر كورنيلي على موقع بروبوليرز (الإنجليزية)
- بيتر كورنيلي على موقع سبورتس رفرنس (الإنجليزية)
- بيتر كورنيلي على موقع سبورتس رفرنس (الإنجليزية)
- بيتر كورنيلي على موقع أوليمبيديا (الإنجليزية)